# Liste des cathédrales du Minas Gerais
Cet article recense les cathédrales du Minas Gerais au Brésil.

## Généralités
Du point de vue de l'Église catholique, l'État du Minas Gerais est administré par sept archidiocèses et vingt-et-un diocèses : on y compte vingt-huit cathédrales et une cocathédrale.

## Liste

### Cathédrales
| Édifice                                      | Ville                | Juridiction               | Notes                                                                 | Coordonnées                        | Illus. |
| -------------------------------------------- | -------------------- | ------------------------- | --------------------------------------------------------------------- | ---------------------------------- | ------ |
| Saint-Jean-Baptiste (id)                     | Almenara             | Almenara                  |                                                                       | 16° 11′ 00″ sud, 40° 41′ 41″ ouest |        |
| Saint-Joseph (id)                            | Araçuaí              | Araçuaí                   |                                                                       | 16° 51′ 00″ sud, 42° 04′ 12″ ouest |        |
| Christ-Roi (pt)                              | Belo Horizonte       | Belo Horizonte            |                                                                       | 19° 49′ 13″ sud, 43° 56′ 44″ ouest |        |
| Saint-Antoine (id)                           | Campanha             | Campanha (pt)             |                                                                       | 21° 50′ 10″ sud, 45° 24′ 01″ ouest |        |
| Saint-Jean-Baptiste (pt)                     | Caratinga            | Caratinga (pt)            |                                                                       | 19° 47′ 24″ sud, 42° 08′ 22″ ouest |        |
| Saint-Antoine (pt)                           | Diamantina           | Diamantina                | Inscrite au patrimoine mondial (centre historique de Diamantina (pt)) | 18° 14′ 41″ sud, 43° 35′ 51″ ouest |        |
| Saint-Esprit-et-Saint-François-de-Paule (pt) | Divinópolis          | Divinópolis (pt)          |                                                                       | 20° 08′ 20″ sud, 44° 53′ 02″ ouest |        |
| Saint-Antoine-de-Padoue (pt)                 | Governador Valadares | Governador Valadares (pt) |                                                                       | 18° 51′ 22″ sud, 41° 56′ 21″ ouest |        |
| Saint-Michel (pt)                            | Guanhães             | Guanhães                  |                                                                       | 18° 46′ 38″ sud, 42° 56′ 14″ ouest |        |
| Notre-Dame-des-Douleurs (pt)                 | Guaxupé              | Guaxupé (pt)              |                                                                       | 21° 18′ 22″ sud, 46° 42′ 44″ ouest |        |
| Notre-Dame-du-Rosaire (id)                   | Itabira              | Itabira-Fabriciano (pt)   |                                                                       | 19° 37′ 07″ sud, 43° 13′ 36″ ouest |        |
| Saint-Josepth (pt)                           | Ituiutaba            | Ituiutaba (pt)            |                                                                       | 18° 58′ 09″ sud, 49° 27′ 51″ ouest |        |
| Sacré-Cœur (id)                              | Janaúba              | Janaúba (pt)              |                                                                       | 15° 48′ 01″ sud, 43° 18′ 26″ ouest |        |
| Notre-Dame-des-Douleurs (id)                 | Januária             | Januária (pt)             |                                                                       | 15° 29′ 21″ sud, 44° 21′ 43″ ouest |        |
| Saint-Antoine (pt)                           | Juiz de Fora         | Juiz de Fora              |                                                                       | 21° 45′ 50″ sud, 43° 21′ 00″ ouest |        |
| Saint-Sébastien (pt)                         | Leopoldina           | Leopoldina                |                                                                       | 21° 31′ 57″ sud, 42° 38′ 35″ ouest |        |
| Notre-Dame (id)                              | Luz                  | Luz (pt)                  |                                                                       | 19° 48′ 04″ sud, 45° 41′ 10″ ouest |        |
| Notre-Dame-de-l'Assomption (pt)              | Mariana              | Mariana                   | Basilique mineure                                                     | 20° 22′ 41″ sud, 43° 24′ 59″ ouest |        |
| Notre-Dame-d'Aparecida (pt)                  | Montes Claros        | Montes Claros             |                                                                       | 16° 43′ 31″ sud, 43° 51′ 47″ ouest |        |
| Notre-Dame (id)                              | Oliveira             | Oliveira (pt)             |                                                                       | 20° 41′ 55″ sud, 44° 49′ 35″ ouest |        |
| Saint-Antoine-de-Padoue (id)                 | Paracatu             | Paracatu (pt)             |                                                                       | 17° 13′ 26″ sud, 46° 52′ 30″ ouest |        |
| Saint-Antoine-de-Padoue (pt)                 | Patos de Minas       | Patos de Minas (pt)       |                                                                       | 18° 35′ 18″ sud, 46° 31′ 02″ ouest |        |
| Seigneur-Bon-Jésus (pt)                      | Pouso Alegre         | Pouso Alegre              |                                                                       | 22° 13′ 49″ sud, 45° 56′ 12″ ouest |        |
| Notre-Dame-du-Pilier (pt)                    | São João del-Rei     | São João del Rei          | Basilique mineure                                                     | 21° 08′ 07″ sud, 44° 15′ 43″ ouest |        |
| Saint-Antoine (id)                           | Sete Lagoas          | Sete Lagoas (pt)          |                                                                       | 19° 28′ 00″ sud, 44° 14′ 50″ ouest |        |
| Immaculée-Conception (id)                    | Teófilo Otoni        | Teófilo Otoni             |                                                                       | 17° 51′ 48″ sud, 41° 30′ 25″ ouest |        |
| Sacré-Cœur (id)                              | Uberaba              | Uberaba                   |                                                                       | 19° 45′ 04″ sud, 47° 56′ 14″ ouest |        |
| Saint-Thérèse-de-l'Enfant-Jésus (id)         | Uberlândia           | Uberlândia (pt)           |                                                                       | 18° 55′ 10″ sud, 48° 16′ 40″ ouest |        |

### Cocathédrale
| Édifice              | Ville              | Juridiction             | Coordonnées                        | Illus. |
| -------------------- | ------------------ | ----------------------- | ---------------------------------- | ------ |
| Saint-Sébastien (pt) | Coronel Fabriciano | Itabira-Fabriciano (pt) | 19° 35′ 25″ sud, 42° 42′ 37″ ouest |        |